# Il ballo delle incertezze
Il ballo delle incertezze è un singolo del cantautore italiano Ultimo, pubblicato l'8 dicembre 2017 come primo estratto dal secondo album in studio Peter Pan.
Il brano ha vinto la sezione "Nuove proposte" del Festival di Sanremo 2018.

## Descrizione
Il cantautore ha descritto il brano in questo modo:
Quando ho scritto Il ballo delle incertezze ho voluto puntare su chi è come me. È un brano che rappresenta chi non ha un domani nella società; chi ha più domande che risposte; chi ha perso rischiando. È il mio ennesimo attestato che tende la mano a chi è stato emarginato.
Per quelli che la sera si chiedono dove sia il senso di tutto questo.
Per me è l'inizio di un nuovo capitolo, sia musicale che di vita.»

## Video musicale
Il video musicale, diretto da Emanuele Pisano, è stato pubblicato l'11 dicembre 2017 attraverso il canale YouTube della Honiro.

## Tracce
Testi e musiche di Niccolò Moriconi.
1. Il ballo delle incertezze – 3:25

## Riconoscimenti
Il brano ha vinto il Premio Lunezia "per le parole in perfetto equilibrio con un crescendo musicale che tiene sospesi fino alla fine. La voce tesa e convincente ne completa il messaggio musical-letterario."

## Classifiche
| Classifica (2018) | Posizione massima |
| ----------------- | ----------------- |
| Italia            | 6                 |

### Classifiche di fine anno
| Classifica (2018) | Posizione massima |
| ----------------- | ----------------- |
| Italia            | 29                |